# Partito Radicale Italiano
Il Partito Radicale Italiano è stato un partito politico italiano costituitosi ufficialmente nel 1904, erede di una parte dell'Estrema sinistra storica e all'interno della quale costituiva l'ala meno intransigente. In alcuni contesti il precedente partito viene indicato come Partito Radicale Storico (analogamente ai termini destra storica e sinistra storica) in modo da scongiurare possibili confusioni con omonimi partiti d'ispirazione affine, ma appartenenti alla storia della seconda metà del Novecento. Il suo colore politico fu il verde, all'epoca comune a tutta l'area della sinistra liberale.

## Storia

### Il programma dell'estrema sinistra radicale

Giuseppe Marcora

Il gruppo detto dell'estrema sinistra era rappresentato in Parlamento e affondava le sue radici ideali nel filone più laico, democratico e repubblicano del Risorgimento, quello mazziniano e garibaldino, ma con riferimenti propri al pensiero e all'azione di Carlo Cattaneo e di Carlo Pisacane. All'interno di questo gruppo, cui afferivano anche i repubblicani e i socialisti, i radicali costituivano la fazione relativamente più moderata, essendo gli unici a considerare transitoriamente implementabile il loro programma politico nel vigente contesto della monarchia costituzionale.
I punti fondanti del programma dell'estrema sinistra espressi nei congressi di Roma del novembre 1872 e del 13 maggio 1890 erano:
- completa separazione tra Stato e Chiesa;
- superamento del centralismo a favore di un decentramento amministrativo di matrice comunale;
- promozione dell'ideale federale degli Stati Uniti d'Europa mutuato da Carlo Cattaneo;
- opposizione al nazionalismo, all'imperialismo e al colonialismo.
- indipendenza della magistratura dal potere politico;
- abolizione della pena di morte;
- tassazione progressiva;
- istruzione gratuita e obbligatoria;
- emancipazione sociale e nel lavoro della donna;
- suffragio universale per uomini e donne;
- un piano di lavori pubblici per la riduzione della disoccupazione;
- sussidi, indennità, pensioni e garanzie sociali per i lavoratori;
- riduzione dell'orario di lavoro;
- riduzione del servizio di leva.

### La costituzione del Partito Radicale Italiano

Ettore Sacchi

Il Partito Radicale Italiano si costituì ufficialmente in partito politico nel corso del I Congresso Nazionale a Roma il 27-30 maggio 1904. All'epoca il presidente del partito era Ettore Sacchi, che progressivamente lo condusse alla partecipazione ad alcuni governi liberal democratici dell'età giolittiana (1903-1914). Contemporaneamente un altro esponente radicale, Giuseppe Marcora, fu per molti anni alla presidenza della Camera dei deputati (1904-1919).
Nei confronti dei governi presieduti o sostenuti da Giovanni Giolitti i radicali assunsero un atteggiamento inizialmente ambiguo. Il rifiuto dei socialisti di Filippo Turati all'invito di Giolitti di aderire al suo secondo governo (1903-05) ebbe come conseguenza il ritrarsi dei radicali da ogni trattativa, fino alla nomina di Marcora alla presidenza della Camera. Dopodiché tra il 1904 e il 1905 parte dei deputati radicali fornirono un appoggio esterno al governo Giolitti II. Successivamente non vedendo soddisfatte le aspettative di riforme democratiche contribuirono alla sua caduta.
I radicali si scissero poi sul sostegno dei due governi guidati da Alessandro Fortis (1905-1906), antico militante radicale. Infatti anche se la maggioranza del gruppo parlamentare si schierò all'opposizione, accusando il governo di poca chiarezza programmatica e di trasformismo, due deputati radicali vi entrarono come sottosegretari.
Dopo la caduta di Fortis, Sacchi strinse un accordo con il presidente della destra storica Sidney Sonnino per la formazione di una maggioranza antigiolittiana, sia pure eterogenea. Il governo Sonnino I nacque con il sostegno dei radicali, del Partito Socialista Italiano e del Partito Repubblicano Italiano. Nel successivo governo presieduto da Giolitti i radicali si schierarono nuovamente all'opposizione. Nel 1910 vi entrarono invece nel governo Luzzatti, con Sacchi come ministro dei lavori pubblici e nel 1911 (Governo Giolitti IV) e Nitti come ministro dell'agricoltura, dell'industria e del commercio.
Nell'imminenza delle elezioni politiche del 1913 il Partito Radicale riuscì a fare approvare dal Parlamento una delle sue istanze prioritarie, il suffragio universale, sia pur soltanto maschile. Le elezioni successive in cui il partito conseguì il massimo numero di deputati della sua storia (62) furono tuttavia segnate dalla svolta della politica giolittiana impressa dal Patto Gentiloni, cioè l'accordo elettorale del partito di governo con le gerarchie cattoliche in funzione anti radicale e anti socialista. Di conseguenza nel successivo congresso che si tenne a Roma nel febbraio 1914 in un ambiente infuocato il Partito Radicale votò a grande maggioranza l'uscita dal governo.

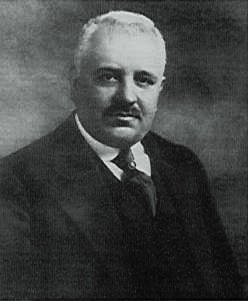
Francesco Saverio Nitti

Alla vigilia della prima guerra mondiale il Partito Radicale nel solco della tradizione mazziniana e risorgimentale si collocò per la maggior parte sulle posizioni dell'interventismo democratico. Tale linea, non fu unanime (lo stesso Ettore Sacchi evitò di pronunciarsi nettamente) e soprattutto segnò un fossato non facilmente colmabile con i socialisti, isolando il radicalismo dal panorama politico parlamentare. I radicali rientrarono nella compagine governativa solo nei due governi di unione nazionale (1916-1919) di Paolo Boselli e di Vittorio Emanuele Orlando.
Il radicalismo laico e democratico italiano conobbe all'inizio del secolo figure significative quali il repubblicano Ernesto Nathan e Francesco Saverio Nitti. Nathan, dal 1907 al 1913 sindaco repubblicano di Roma con il sostegno dei socialisti, si rese fautore di accese battaglie a beneficio dei ceti più poveri della Capitale e contro le ingerenze della Chiesa cattolica.
Francesco Saverio Nitti, economista e uno dei maggiori rappresentanti del Meridionalismo, contribuì con i suoi progetti ad attenuare il più possibile i mali del Mezzogiorno postunitario. Era stato Ministro dell'agricoltura, dell'industria e del commercio nel Governo Giolitti IV ed esponente della minoritaria corrente neutralista del partito alla vigilia della grande guerra. Fu il primo radicale a diventare Presidente del Consiglio dal 1919 al 1920, si trovò alle prese con il problema della smobilitazione dell'esercito dopo la prima guerra mondiale; varò un'amnistia per i disertori, avviò un'ampia indagine sull'arretratezza e i bisogni del Mezzogiorno e fissò un prezzo politico per il pane. Fu tuttavia travolto dalla crisi connessa all'impresa di Fiume di Gabriele D'Annunzio.

### Il radicalismo durante il regime fascista

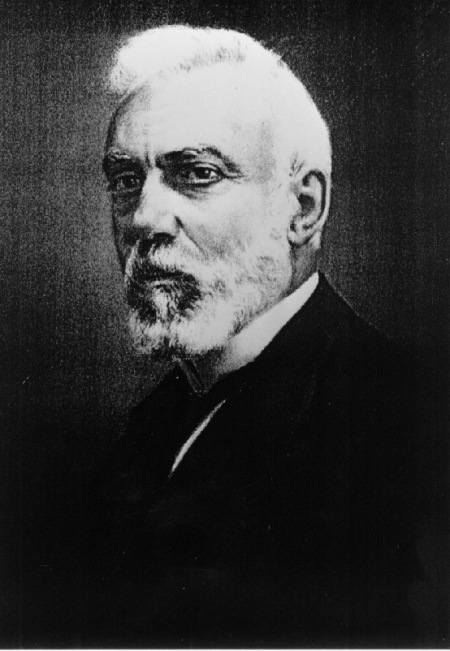
Giulio Alessio

Il 12 giugno 1921 la delegazione alla Camera del Partito Radicale costituì un gruppo parlamentare unico, Democrazia Sociale, insieme agli eletti di Democrazia Sociale e a quelli di Rinnovamento Nazionale (una lista di deputati eletti in rappresentanza degli ex combattenti) per un totale di 65 deputati. Un analogo raggruppamento fu costituito in Senato. Il 25 novembre 1921 avvenne la fusione tra i gruppi demosociale e demoliberale in un unico gruppo democratico, che divenne il più numeroso, sia alla Camera (150 deputati) sia al Senato (155 senatori).
Nel gennaio del 1922 fu costituito il Consiglio nazionale della Democrazia Sociale e Radicale, cui aderì anche la direzione del Partito Radicale, sancendo di fatto la propria dissoluzione. Quest'ultimo organismo al primo congresso svoltosi a Roma nell'aprile 1922 dette forma al nuovo partito denominato Partito Democratico Sociale Italiano, cui peraltro non aderirono alcuni esponenti radicali quali Francesco Saverio Nitti e Giulio Alessio.
Il PDSI accordò la fiducia al governo Mussolini e fece parte della squadra governativa con due ministri sino al 4 febbraio 1924; il giorno successivo il partito abbandonò la maggioranza di governo, passando all'opposizione. Si presentò poi alle elezioni politiche italiane del 1924 con una lista autonoma e ottenendo l'1,55% dei suffragi e 10 seggi.
Nonostante l'iniziale fiducia del partito demo-sociale al fascismo, il radicalismo italiano continuò a esprimersi prima e dopo il delitto Matteotti nel rigoroso antifascismo di uomini come Piero Gobetti, la cui rivoluzione liberale ha rappresentato il tentativo di rifondare il liberalismo in senso progressista e popolare con un occhio all'ideologia socialista o come lo stesso Francesco Saverio Nitti. Nel novembre 1924 numerosi esponenti radicali indipendenti (Giulio Alessio, Piero Calamandrei, Meuccio Ruini e Nello Rosselli) aderirono al movimento fortemente antifascista dell'Unione nazionale delle forze democratiche e liberali di Giovanni Amendola.

## Congressi Nazionali
- I Congresso Nazionale – Roma, 27-30 maggio 1904
- II Congresso Nazionale – Roma, 1-4 giugno 1905
- III Congresso Nazionale – Bologna, 30 maggio-2 giugno 1907
- IV Congresso Nazionale – Roma, 28 novembre-1º dicembre 1909
- V Congresso Nazionale – Roma, 9-11 novembre 1912
- VI Congresso Nazionale – Roma, 31 gennaio-2 febbraio 1914

## Segretari generali
- Giovanni Amici (1904-1914; dal 1912 fu affiancato dal segretario politico Ercole Mosti-Trotti)
- Mario Cevolotto (1919-1920)
- Gino Bandini (1920-1921)
- Ernesto Pietriboni (1921-1922)

## Risultati elettorali
| Elezione       | Elezione       | Voti    | %    | Seggi |
| -------------- | -------------- | ------- | ---- | ----- |
| Politiche 1904 | Politiche 1904 | 116.035 | 7,28 | 37    |
| Politiche 1909 | Politiche 1909 | 123.740 | 6,5  | 55    |
| Politiche 1913 | Politiche 1913 | 522.522 | 10,4 | 62    |
| Politiche 1919 | Politiche 1919 | 110.697 | 1,95 | 12    |